# Магарево
Магарево (на македонска литературна норма: Магарево; на арумънски: Magaruva; на гръцки: Μεγάροβο, Мегарово, на румънски: Magarova) е високопланинско село в община Битоля на Северна Македония.

## География
Селото е разположено на 1060 m надморска височина в планината Пелистер в областта Пелагония, на 12 km западно от Битоля.

## История
За името на селото съществува следната легенда: преди много години един селянин със своето магаре пренасял с кошове тръни; кошовете се преобърнали и претърколили – мястото, където останало магарето го кръстили Магарево, а мястото, където се изтърколили кошовете – Търново.
В османски данъчни регистри на немюсюлманското население от вилаета Манастир от 1611 – 1612 година селото е отбелязано под името Макарева с 53 джизие ханета (домакинства).
В селото се заселват власи след разорението през 1769 година на Москополе, Грамоща, Линотопи и Николица. Така например в 1800 година поради албански набег в селото, десет семейства отт Грамоща се преместват в Магарево. В 1845 година грамощенският глава на задруга, заселил се в Магарево, кани 15 семейства албански власи да се преместят от Грамос в Мегарово.
През XIX век Магарево е голямо и богато влашко село в Битолска кааза на Османската империя. В 1834 година е изградена голямата църква „Свети Димитър“, която пострадва през Първата световна война и е възстановена по-късно. В 1871 година е построен манастирът „Свети Георги“. От 1845 година в селото има гръцко училище, а от 1860 и девическо училище. В гръцкото училище от 1849 до 1856 г. последователно преподават братята Димитър и Константин Миладинови. В 1873 година в селото е основан силогосът „Елпис“, който от 1890 година започва да изнася театрални представления. Гръцките училища са издържани от търговеца Стерьо Стилидис. От Мегарово е и композиторът Димитрис Стерьос Лалас, ученик на Вагнер. Други известни жители на селото са Михаил Сапкас (1867 – 1956), член на Неа Филики Етерия и дългогодишен кмет на Лариса и Алкивиадис Малтос (1871 – 1945), завършил Битолската гимназия и по-късно работил като лекар в Солун.
Александър Синве („Les Grecs de l’Empire Ottoman. Etude Statistique et Ethnographique“), който използва гръцки данни, в 1878 година пише, че в Мегаровон (Mégarovon) живеят 5000 гърци. В „Етнография на вилаетите Адрианопол, Монастир и Салоника“, издадена в Константинопол в 1878 година и отразяваща статистиката на населението от 1873 година, Магарово, Търново и Чончополи (Magarovo, Tirnovo et Tchontchopoli) са посочени заедно като населявани от 3000 власи и 500 албанци. През 1880 година Димитрие Абеляну открива в Магарево арумънско училище. Част от жителите на Магарево остават в лоното на елинизма. Жителите на Търново и Мегарово пишат на патриарха и на гръцкото консулство в Битоля:
| „ | Вярно е, че един развален език, наречен влашки, който е смесица от различни диалекти, все още се говори от нас. Но това е бебешки език и с времето се изоставя, тъй като всичките ни деца, и момчета и момичета, се посвещават на ученето на гръцки. Всички тук сме цивилизовани от гръцкия език и го използваме в нашите търговски сделки. Затова желанието ни към него се увеличава с увеличаването на усилията на чужди сили да доведат до политическото ни и религиозно разделение. Усилията на чужденците, които са изпратени при нас от Влашко, никога няма да постигнат целта си... | “ |

„...потеглихме къмъ Търново и Мегарово, села на западъ отъ Битола и нѣщо 6 км. отдалечени. И двѣтѣ сѫ почти чисто аромѫнски села съ около 6500 души жители. Поради високото разположение на сѣверния наклонъ на Перистери и поради здравия климатъ тукъ сѫ се прѣселили и около 40 мухамедано-албански фамилии; тукъ посѣщаватъ и много хора, които сѫ страдали отъ трѣска. Тѣзи двѣ села сѫ раздѣлени чрѣзъ една рѣкичка и не правятъ такова впечатление, както Невеска и Крушево, които, разбира се, сѫ несравненно по-хубаво разположени; но, при все това, тѣ сѫ доста хубави, иматъ послани улици, прѣкрасни кѫщи и хубави черкви. Въ Търново има и единъ манастиръ съ добъръ приютъ за болни. Въ мегаровската черква има сѫщата рѫчна работа, но е груба, макаръ и да се твърди, че била изработена отъ сѫщия майсторъ.
Учителя Буня и неговата жена сѫ хора любезни и много гостоприемни, тѣ ми помагаха даже и въ моята работа.“
В началото на XX век селото прилича на малко градче с пазарен ден, много дюкяни и няколко текстилни манифактурни работилници.
Според статистиката на Васил Кънчов („Македония. Етнография и статистика“) от 1900 година Магарево има 2400 жители, всички власи християни.
На Етнографската карта на Битолския вилает на Картографския институт в София от 1901 година Магарево е чисто влашко (цинцарско) село в Битолската каза на Битолския санджак с 328 къщи.
По данни на секретаря на Българската екзархия Димитър Мишев („La Macédoine et sa Population Chrétienne“) в 1905 година в Магарево има 2160 власи и функционират две гръцки и едно румънско училище.
Румънеещите се къщи в селото пострадват в 1905 година от нападения на гръцки андартски чети.
През Първата световна война и Магарево и Търново са изелени, а голям брой от къщите са разрушени. След Втората световна война започва интензивно изселване в Битоля и чужбина. В 1961 година Магарево има 159 жители. Според преброяването от 2002 година селото има 87 жители, самоопределили се както следва:
| Националност     | Всичко |
| северномакедонци | 62     |
| албанци          | 0      |
| турци            | 0      |
| роми             | 0      |
| власи            | 24     |
| сърби            | 0      |
| бошняци          | 0      |
| други            | 1      |

## Личности
В края на XIX и началото на XX век Магарево е голяма влашка паланка, в която има силна румънска и силна гръцка партия. Видни магаревчани румънци са Василе Дудуми (1865 – ?), румънски лекар и общественик, Йоан Лича (1883 – 1952), арумънски и румънски фолклорист и Петру Вулкан (1866 – 1922), румънски писател, публицист, драматург. Сред магаревчаните гърци изпъкват лекарят Алкивиадис Малтос (1871 – 1945), революционерът Анастасиос Вафиадис и ученият Анастасиос Малтос (1851 – 1927). Същевременно двама магаревчани са видни дейци на българската ВМОРО – Стерьо Наку (? – 1903) и Янаки Магарещанец (? – 1903). По произход от Магарево е видният сръбски писател Бранислав Нушич (1864 – 1938).

## Галерия исторически снимки
- Панорама към Магарево в началото на XX век
- Манастирът „Свети Георги“ (1871)
- Църквата „Свети Димитър“ (1834)